# Thierry Amiel
Thierry Amiel, född 18 oktober 1982 i Marseille, är en fransk sångare. 

## Karriär
Thierry Amiel blev känd år 2003 då han gick till final i den första säsongen av Nouvelle Star, den franska versionen av Idols. I finalen den 10 juli förlorade han dock mot Jonatan Cerrada. Efter det släppte han sitt debutalbum Paradoxes den 13 oktober 2003. Albumet nådde tredje plats på den franska albumlistan och blev även framgångsrikt i Belgien och Schweiz. Debutsingeln "Les mots bleus" nådde femte plats på den franska singellistan och tredje plats på den belgiska. Även singeln "Je regarde là-haut" hade viss framgång i Frankrike, Schweiz och Belgien. Den 20 november 2006 släppte han sitt självbetitlade andra album Thierry Amiel. Albumet blev inte lika framgångsrikt som debutalbumet men nådde ändå sextonde plats på albumlistan i Frankrike och hade viss framgång i Belgien och Schweiz. Singeln "Cœur sacré" blev dock en hit i både Frankrike och Belgien. Den 24 maj 2010 släppte han sitt tredje album Où vont les histoires?. Albumet blev hans dittills minst framgångsrika då det endast tillbringade fyra veckor på den franska albumlistan och nådde plats 43 som bäst.

## Diskografi

### Album
- 2003 - Paradoxes
- 2006 - Thierry Amiel
- 2010 - Où vont les histoires?